# 出版条例
出版条例（しゅっぱんじょうれい）は、明治政府によって、言論統制の一環として、出版物の取り締まりのために、1869年に公布された条例である。

## 概要
近代日本の出版関係の法規の最初は、1869年（明治2年1月27日）の行政官達であるが、これは図書を開板しようとする者は管轄府県庁をつうじて行政官に伺出て、官許を得よというものであった。
ついで5月13日に行政官達によって、開板の許否が以後、昌平、開成の両学校にうつされた旨が報じられたが、これに学校で定められた出版条例というものが添付されたのである。これが「出版条例」という名目の初見である。これは20箇条からなるが、このなかで注目されるべきであるのは、みだりに教法を説き、人罪を誣告し、政務の機密を洩し、あるいは誹謗しおよび淫蕩を導くことを記載することを禁じる、また図書出版者は官の保護を受けて専売の利を収めなければならないという規定などであった。つまり、出版の取り締まりにかんする規定と、版権の保護にかんする規定をふくんでいた。
そして、これは1872年（明治5年1月13日）改正の出版条例にかえられた。こんどは、書中の大意を具して文部省に出願し、免許の検印を得なければならないことになった。記載禁止事項は、成法の誹議および人罪の誣告のみになったが、前者の規定の適用によって言論の自由がしいたげられたこともあった。専売関係の規定はかわらなかった。
当時は、1875年（明治8年）6月に讒謗律が発布されるなど、政府側の言論統制も厳しさを増したが、出版条例もまたあらたに9月3日改正布告された。太政官布告135号によって旧条例は廃され、あらたな出版条例が制定された。今度は版権保護規定を、より詳密なるものにし、従来の出版免許主義をやめ、出版はあらかじめ内務省に届け出ればよいとした（ただし版権を得るには免許を要した）。場合によっては、原稿を徴して検閲をおこない、世治に害をなすとみとめるときは出版販売を禁じる規定をもうけたが、表面上は厳しい取り締まりではなかった。しかし、附載罰則8箇条のうちの第5条につぎのような規定があった。それは、讒謗律および新聞紙条例第12条以下を犯す者を厳罰に処する旨規定され（このほかの点においても罰則はいずれもかなり重いのであるが）たのであるが、このため出版条例は言論界をおおいに脅かした。
1883年（明治16年）6月29日一部改正がおこなわれた。これは同年4月の改正によっていっそうきびしくなった新聞紙条例第31条を準用するというものであった。同31条には、式によって宣布されない公文および上書、建白、請願書は、当該官司の許可を得なければ、記載してはならず、またその大意を録し、草案を掲げるのもまた同じというものであった。
1884年（明治17年）10月、さらに上記の宣布されない文書記載の図書は条例改正以前の出版に係るものであっても、復刻抄出についてはまた官許を要する旨規定された。
以上の2者とも、その罰はきわめて重いものであった。
1887年（明治20年）12月28日出版条例は、新聞紙条例その他とともに全部改正がおこなわれた。こんどの改正は取り締まりを厳しくするというよりもむしろ法規の整理という面がつよかった。原稿検閲の規定は廃止され、まったくの届け出主義となったのである。しかしその一方で、治安を害し風俗を壊乱する出版物については、内務大臣に発売頒布を禁じ印本を差し押さえる行政処分権をみとめ、誹毀の訴をうけた場合被告に事実の證明をゆるした。また、べつに版権条例が制定公布され、版権保護の規定が分離され、出版条例の外におかれたことも特色である。この出版条例は1893年（明治26年）4月制定の出版法の骨子に相当するもので、出版法の制定により実効性を喪失したが、形式的に廃止はされなかった。
出版条例はその名称としては1869年（明治2年5月）から1893年（明治26年）4月まで続用されたのである。